# Fédération CFTC Santé-Sociaux
 (avril 2016).
La Fédération CFTC Santé Sociaux est la fédération professionnelle du secteur de la santé et de l'action sociale affiliée à la Confédération française des travailleurs chrétiens. Comme la confédération dont elle fait partie, elle se réfère à la morale sociale chrétienne et à l'humanisme.

## Histoire
En 1884, la loi Waldeck-Rousseau autorise la mise en place de syndicats.
Tandis que le syndicalisme chrétien se développe dès 1886 via la création des premiers syndicats d'employés, il faut attendre 1922 pour voir la naissance d'un premier syndicat des services de santé issu de cette même mouvance. Il s'agit de l'Union Catholique des Services de Santé et Services Sociaux.
Le premier syndicat d'infirmières et des travailleuses sociales naitra peu après en 1931. Puis, c'est le tour du Syndicat professionnel du personnel des établissements privés de la Région Parisienne, du Syndicat professionnel de la Préfecture de la Seine et des Administrations annexes, du Syndicat professionnel des services hospitaliers de la Région Parisienne et du Syndicat des infirmières de l'Abbaye. Ces syndicats sont aujourd'hui le Syndicat CFTC des Personnels de l'Assistance Publique - Hôpitaux de Paris (CFTC APHP) et le Syndicat des établissements Privés d'Île-de-France (SPIF). Ces organisations se fondent dans la Confédération française des travailleurs chrétiens, et en 1935, s'unissent en fédération, qui prend le titre de Fédération des Syndicats Professionnels des Services Hospitaliers et Sociaux.
Par la suite, de nombreux syndicats professionnels de la santé et de l'action sociale vont venir se rattacher à la toute nouvelle fédération.
Comme son syndicat de référence, Fédération CFTC Santé et Sociaux cesse son activité publique en 1940 à la suite de la dissolution de la CFTC par régime de Vichy. La CFTC passe alors à la clandestinité. La fédération reprendra son activité dès la libération
En 1964, le Congrès confédéral réuni à Paris voit une majorité (70,1%) de la CFTC menée par le groupe Reconstruction décider la « déconfessionnalisation » tout en restant en retrait du choix de la lutte des classes pour donner naissance à la CFDT, tandis qu'une minorité décide de maintenir une centrale chrétienne via une scission minoritaire. La fédération se réunit en conseil et vote son adhésion à la CFDT. Ici aussi, une minorité décide de reconstituer une Fédération CFTC Santé et Sociaux.

## Depuis 1964
- 2013-2014: La CFTC accompagne et soutient le Mouvement des Sages-Femmes au cours de l'année de grève de ces professionnels pour l'obtention du statut de Praticien hospitalier.

## Organisation
La Fédération CFTC Santé et Sociaux couvre divers champs professionnels dans les secteurs public et privé, ainsi que l'aide à la personne. Les professions représentées sont nombreuses : Assistant maternel, salarié du particulier employeur, travailleur familial, éducateur de jeunes enfants, travailleur social, assistant social, auxiliaire de vie, aide à domicile, conseiller conjugal et familial, conseiller en économie sociale et familiale, médiateur familial animateur, moniteur-éducateur infirmier, aide-soignant, agent des services hospitaliers qualifiés, orthophoniste, orthoptiste, psychomotricien, masseur-kinésithérapeute, pédicure-podologue, secrétaire médicale, manipulateur radio, brancardier, technicien, cadre de santé, cuisinier hospitalier, puéricultrice, diététicien, prothésiste dentaire…
L’instance suprême de la Fédération est le Congrès Fédéral. Celui-ci a les pouvoirs les plus étendus :   il entend et approuve le compte rendu des travaux du Conseil Fédéral, il approuve les comptes de la mandature écoulée, prend toutes les décisions et donne toutes les directives relatives à la marche de la Fédération. Il élit le Conseil Fédéral.
La fédération regroupe des syndicats départementaux comme le Syndicat CFTC Santé Sociaux du Bas-Rhin, multi-départementaux comme le Syndicat CFTC Santé Sociaux Privé Île-de-France et d'autres d'établissement comme le Syndicat CFTC APHP.

### Présidents
- Louis Gislard : 1935-1939-40

Dissolution de la CFTC par Vichy. La CFTC entre dans la clandestinité.
- Pierre Capdevielle : 1945-1947
- Roger Velope : 1947-1949
- René Collas : 1949-1954
- Francis Crasnier : 1954-1959
- Emile Heintz : 1959-1963
- Robert Rumeur : 1963-1964

6 et 7 Novembre 1964 : Congrès extraordinaire et scission du syndicat en deux organismes, la CFDT et la CFTC.
- Emile Heintz : 1964-1965
- Maurice Gebusson : 1965-1970
- Michel Gruel : 1970-1978
- Maurice Gebusson : 1978-1980
- Bernard Vinsonneau : 1980-1988
- Jean Geslin: 1988-1990
- Léone Pierard: 1990-1991
- Michel Picard: 1991-2000
- Jean-Pierre Errecalt: 2000-2006
- Bernard Sagez: 2006-2011
- Christian Cailliau: 2011-2012
- Michel Rollo: 2012-2015
- Jean-Marie Faure : 2015-2019
- Patrick Mercier : 2019-2023
- Frédéric Fischbach : 2023-

### Secrétaires généraux
- Henri Thibault et Désiré Allongé : 1935-1939
- Mmes Lecompte et Bardelle (interim) : 1939-1941

Dissolution de la CFTC par Vichy. La CFTC entre dans la clandestinité.
- Henri Thibault et Désiré Allongé : 1944-1956
- Émile Heintz : 1956-1958
- Désiré Allongé : 1958-1960
- Michel Basset : 1960-1962
- Gilbert Poinsot : 1962-1963
- Jean Moniot : 1963-1964

6 et 7 Novembre 1964 : Congrès extraordinaire et scission du syndicat en deux organismes, la CFDT et la CFTC.
- Francis Crasnier et Madeleine Locret : 1964-1968
- Paul Lambert : 1968-1976
- Fernand Rivière: 1976-1978
- Geneviève Champeau-Detante : 1978-1980
- Gérard Sauty : 1980-1988
- Claude Étienne : 1988-1990
- Jean-Pierre Errecalt : 1990-2000
- Bernard Sagez : 2000-2006
- Michel Rollo : 2006-2012
- Patrick Mercier : 2012-2015
- Jérôme Depaix : 2015-2016
- Patrick Mercier : 2016-2019
- Frédéric Fischbach : 2019-2023
- François Friederich : 2023-2023
- Guillaume Schoonheere : 2023-

## Liens